# 126 Velleda
A 126 Velleda a Naprendszer kisbolygóövében található aszteroida. Henry, Paul fedezte fel 1872. november 5-én.